# Neocalyptis rotundata
Neocalyptis rotundata Diakonoff, 1941 è una falena appartenente alla famiglia Tortricidae, endemica dell'isola di Sumatra, in Indonesia.